# Municipio de Vesta (Minnesota)
El municipio de Vesta (en inglés: Vesta Township) es un municipio ubicado en el condado de Redwood en el estado estadounidense de Minnesota. En el año 2010 tenía una población de 192 habitantes y una densidad poblacional de 2,12 personas por km².

## Geografía
El municipio de Vesta se encuentra ubicado en las coordenadas 44°29′41″N 95°23′46″O / 44.49472, -95.39611. Según la Oficina del Censo de los Estados Unidos, el municipio tiene una superficie total de 90.69 km², de la cual 90,41 km² corresponden a tierra firme y (0,31 %) 0,28 km² es agua.

## Demografía
Según el censo de 2010, había 192 personas residiendo en el municipio de Vesta. La densidad de población era de 2,12 hab./km². De los 192 habitantes, el municipio de Vesta estaba compuesto por el 95,83 % blancos, el 3,65 % eran asiáticos y el 0,52 % eran de una mezcla de razas. Del total de la población el 0 % eran hispanos o latinos de cualquier raza.